# ATP Challenger Agadir
Der ATP Challenger Agadir (offiziell: Agadir Challenger) war ein Tennisturnier, das von 1984 bis 1996 jährlich in Agadir, Marokko, stattfand. Es gehörte zur ATP Challenger Tour und wurde im Freien auf Sand gespielt. Josef Čihák und Cyril Suk gewannen als Paarung im Doppel mit drei Titeln am häufigsten das Turnier.

## Liste der Sieger

### Einzel
| Jahr | Sieger                 | Finalgegner            | Ergebnis          |
| ---- | ---------------------- | ---------------------- | ----------------- |
| 1996 | Christian Ruud         | Oliver Gross           | 2:6, 6:3, 7:5     |
| 1995 | Óscar Martínez         | Bohdan Ulihrach        | 3:6, 6:3, 6:3     |
| 1994 | Younes El Aynaoui      | Franco Davín           | 6:3, 1:6, 6:3     |
| 1993 | Markus Naewie          | Martín Jaite           | 6:2, 7:5          |
| 1992 | Guillermo Pérez Roldán | Francisco Roig         | 6:2, 2:6, 6:4     |
| 1991 | nicht ausgetragen      | nicht ausgetragen      | nicht ausgetragen |
| 1990 | Thomas Muster          | Guillermo Pérez Roldán | 6:2, 7:5          |
| 1989 | Goran Prpić            | Mark Koevermans        | 6:3, 6:3          |
| 1988 | Jordi Arrese           | Franco Davín           | 1:6, 6:3, 7:6     |
| 1987 | Lawson Duncan          | Jim Pugh               | 6:4, 6:2          |
| 1986 | Fernando Luna          | Jesús Colás            | 6:1, 7:5          |
| 1985 | Gabriel Urpí           | David de Miguel        | 2:6, 6:4, 6:0     |
| 1984 | Alberto Tous           | Bernard Boileau        | 6:1, 6:0          |

### Doppel
| Jahr | Sieger                            | Finalgegner                          | Ergebnis          |
| ---- | --------------------------------- | ------------------------------------ | ----------------- |
| 1996 | Jared Palmer Christo van Rensburg | Patrik Fredriksson Magnus Norman     | 3:6, 6:3, 6:2     |
| 1995 | Jordi Burillo Francisco Roig      | Jordi Arrese José Antonio Conde      | 6:3, 1:6, 7:6     |
| 1994 | Sláva Doseděl Mark Koevermans     | Bernd Karbacher Tomas Nydahl         | 6:7, 6:3, 7:6     |
| 1993 | Menno Oosting Goran Prpić         | Ģirts Dzelde Piet Norval             | 3:6, 6:3, 6:3     |
| 1992 | Mike Briggs Trevor Kronemann      | Per Henricsson Ola Jonsson           | 6:1, 6:1          |
| 1991 | nicht ausgetragen                 | nicht ausgetragen                    | nicht ausgetragen |
| 1990 | Josef Čihák (3) Cyril Suk (3)     | Omar Camporese Diego Nargiso         | kampflos          |
| 1989 | Josef Čihák (2) Cyril Suk (2)     | Brett Dickinson Jörgen Windahl       | 6:3, 6:3          |
| 1988 | Josef Čihák (1) Cyril Suk (1)     | José López Maeso Alberto Tous        | 6:2, 6:2          |
| 1987 | Jim Pugh Magnus Tideman           | Tore Meinecke Carl-Uwe Steeb         | 2:6, 7:6, 6:2     |
| 1986 | Jordi Arrese Jorge Bardou         | Jesús Colás David de Miguel          | 2:6, 6:4, 7:5     |
| 1985 | Paolo Canè Claudio Mezzadri       | Alessandro De Minicis Olli Rahnasto  | 6:4, 6:4          |
| 1984 | Charles Strode Morris Strode      | Juan Avendaño Emilio Sánchez Vicario | 6:3, 6:4          |